# Fornelos (Zas)
Fornelos es un núcleo de población que, con otros ocho lugares más, forman la parroquia de Santa María de Bayo, en el ayuntamiento de Zas, en la Comarca de Tierra de Soneira, partido de Corcubión, provincia de La Coruña, comunidad autónoma de Galicia.
Es el núcleo de población situado más al norte del municipio de Zas y de la parroquia de Bayoya que limita directamente con los municipios de Lage y Cabana de Bergantiños. También limita por el oeste con Vimianzo, por tanto, haciendo frontera entre las tierras altas de la Tierra de Soneira y la comarca de Bergantiños. 
Si bien es cierto que los límites territoriales de Fornelos están claramente delimitados e incluidos en Soneira, desde el punto de vista geográfico y prehistórico está incluido en la unidad del suelo de Borneiro, y no hay más que pasear por el amplio llano que une ambas poblaciones, así como por Dombate o A Fontefría para darse cuenta de que a pesar de cambiar de ayuntamiento y también de comarca, el paisaje sigue siendo el mismo.

## El nombre de Fornelos
Su origen parece aludir a la existencia de fornelos o cámaras de las "antas" que a los antepasados les parecía hornos dentro de las mámoas. Fornelos también significaría lugar de furnas o de entierros prehistóricos. Pero el nombre de Fornelos no es exclusivo de esta localidad ya que a lo largo de toda Galicia hay lugares con el mismo topónimo en las cuatro provincias gallegas.

## Orígenes y arquitectura
Posiblemente Fornelos tuvo otro asentamiento antes del actual o algún edificio próximo a los actuales. Esto es lo que parece desprenderse de los topónimos de sus tierras de labor. Así tenemos a Agra da Vila, cuyo nombre debe derivar de villa. Llama la atención los distintos nombres que componen dicha agra, como por ejemplo: Xan Casado, Carballeira, Palleiro, Abó, Donas, Foxo, etc. ¿Quiere esto decir, que Xan (Juan) Casado fue dueño de estas tierras dónde tuvo algún edificio importante? Con sus carballeiras (robledales), su zona para los palleiros (pajares), las tierras de los abós (abuelos) y de las donas (esposas), e incluso su foxo (foso) que rodeaba la fortaleza. Un arriendo de 1646 ya hace referencia a estos nombres, y cita a Agra da Vila, Barreiro, Juan Casado, Donas, etc. Todo ello próximo al Camino Real que va para el lugar del Briño.
Cruzando el río está A viña, Agra da Senra (tierra de monte que se hizo labradía) y a Agra do Campo, cuyos nombres indican que son labradíos más modernos.

Xosé Mª Lema, en su libro Arquitectura megalítica na Costa da Morte (antas e mámoas) cita dos mámoas en Fornelos y dice: 
A anta (dolmen) de Dombate forma parte dunha ampla necrópole que se estende de norte a sur pola parte oeste do Chan de Borneiro. Moi preto dela hai outra anta, a da Gándara, case totalmente destruida. Ó sur de Dombate está a aldea de Fornelos, xa da parroquia de Baio (Zas), topónimo que parece aludir á existencia de túmulos. Recentemente localizáronse nos montes do oeste deste lugar baiés dúas mámoas: a de Suacosta ou Tras do Outeiro e a da Chousa do Monte dos Mouros.

## Clima
Los rasgos generales que caracterizan el clima de esta zona están encuadrados en lo que se denomina como oceánico húmedo en su clasificación de dominios climáticos.
Sus condiciones específicas se basan en la suavidad de las temperatura, en una pequeña oscilación térmica y precipitaciones abundantes con un máximo otoño-inverno y un mínimo en el verano.
En relación con el total anual de recogida de precipitaciones, estamos en una área de lluvias considerables, por las perturbaciones del Sudoeste.
Los meses más fríos corresponden al invierno, que va de noviembre a febrero. A partir de marzo los valores comienzan a subir paulatinamente hasta julio, configurando una larga y fresca primavera que, al igual que la estación anterior se encuentra dominada por parámetros de suavidad. El verano abarca desde julio a septiembre, con temperaturas superiores a los 18 °C solo en el mes de agosto, por lo que tampoco es una estación calurosa. De septiembre hasta bien entrado noviembre se establece un corto otoño caracterizado por la acusada bajada térmica, verdadera definidora de la estación.
Si la moderación era una de las características definitorias de las temperaturas, no se puede afirmar lo mismo en lo que a las precipitaciones se refiere que, de una manera constante, aunque no en cantidad, están presentes a lo largo de casi los doce meses del año. Por tanto, no se puede cali a dejar de lado la calificación de meses secos para hablar de meses muy lluviosos o de lluvias moderadas.
Dadas estas características, se puede deducir que la suavidad de las temperaturas y la humedad constante a lo largo de todo el año una dedicación agrícola sin descanso.
Basándonos en la caracterización agroecológica a nivel macroclimático de Papadakis, Fornelos se puede encudrar en el tipo de Invierno Citrus, que es el que se extiende por toda la costa galega y que permite obtener los frutos de moyor calidad, sobre todo si no hay heladas. Es el fundamento para el crecimiento del trigo y el maíz. Su segunda clasificación térmica dentro del tipo Mediterráneo Marítimo mantiene que pueden cultivarse sin riesgo, cereales, habas, patatas e higueras, así como los frutales caducifolios y los cultivos de huerta temporáneos y tardíos, si están regados.
- Datos: Q5854797